# Almuth Salomon
Almuth Salomon (* 13. Juni 1932 in Wilhelmshaven; † 6. März 2018 in Münster) war eine deutsche Historikerin. Als wissenschaftliche Autorin befasste sie sich vor allem mit der friesischen Geschichte.

## Leben
Almuth Salomon verbrachte ihre Kindheit und Jugend in Kiel, Ostpreußen und Abbehausen. Nach dem Abitur an der Oberrealschule Nordenham studierte sie Anfang der 1950er Jahre an der Pädagogischen Hochschule Oldenburg und legte dort das Examen als Volksschullehrerin ab. Anschließend unterrichtete sie an der Volksschule in Altjührden, bevor sie ein zweites Studium der Geschichte und Germanistik an den Universitäten Göttingen, Innsbruck und Zürich aufnahm. 1965 wurde sie an der Georg-August-Universität Göttingen mit einer Arbeit über die Geschichte des Harlingerlandes bis 1600 promoviert. Nach einigen Jahren als Dozentin an der Pädagogischen Hochschule Hannover wurde sie im August 1969 als Professorin für Mittelalterliche Geschichte, Westfälische Landesgeschichte und Didaktik der Geschichte an die Pädagogische Hochschule Westfalen-Lippe (Abteilung Münster II) berufen. Nach der Zusammenlegung der Pädagogischen Hochschule mit der Westfälischen Wilhelms-Universität Münster am 1. April 1980 lehrte sie am Institut für Didaktik der Geschichte der Universität Münster. Im Juli 1997 wurde sie emeritiert. 
Salomons regionalhistorische Studien beschäftigten sich insbesondere mit der mittelalterlichen Geschichte Frieslands und Niedersachsens. Schwerpunkt ihrer Lehrtätigkeit war die geschichtsdidaktische Ausbildung von Grundschullehrern. Auch nach ihrer Emeritierung beschäftigte sie sich intensiv mit regionalhistorischen Themen. Ihre Beisetzung fand in Abbehausen (bei Nordenham) statt.

## Schriften
- Geschichte des Harlingerlandes bis 1600 (= Abhandlungen und Vorträge zur Geschichte Ostfrieslands, Band 41), Verlag Ostfriesische Landschaft, Aurich 1965, Zugleich Diss. Göttingen 1966.
- Burgen und Häuptlinge im Wangerland. In: Emder Jahrbuch, Band 67 (1987), S. 38–54.
- Historisch-Landeskundliche Exkursionskarte von Niedersachsen. Maßstab 1:50000. Blatt Wangerland/Hooksiel-West. bearb. von Almuth Salomon, hg. von Erhard Kühlhorn und Gerhard Streich (= Veröffentlichungen des Instituts für Historische Landesforschung der Universität Göttingen, Band 2, Teil 10), Verlag für Regionalgeschichte, Bielefeld 1986, ISBN 3-7848-3630-5
- Friesische Geschichtsbilder, Historische Ereignisse und kollektives Gedächtnis im mittelalterlichen Friesland (= Abhandlungen und Vorträge zur Geschichte Ostfrieslands, Band 78). Ostfriesische Landschaftliche Verlags- und Vertriebsgesellschaft, Ostfriesische Landschaftliche Verl.- und Vertriebsgesellschaft, Aurich 2000, ISBN 3-932206-19-3
- Die Attena. In: Emder Jahrbuch für historische Landeskunde Ostfrieslands, Band 83 (2003), S. 7–26.
- Führungsschichten im Jeverland. Wandlungen im Laufe des Mittelalters (= Oldenburger Schriften, NF 19; Schriftenreihe des Jeverländischen Altertums- und Heimatvereins e. V.; 21), Isensee Verlag, Oldenburg 2004, ISBN 978-3-89995-113-4
- Mit Ingeborg Nöldecke und Antje Sander: Schortens. Heimatgeschichtliches vom Mittelalter bis zur Neuzeit. (= Heimatkundliche Schriftenreihe des Heimatvereins Schortens von 1929 e. V., Nr. 7) Nora, Berlin 2006. ISBN 978-3-86557-097-0
- Attena <Häuptlingsfam.>. In: Biographisches Lexikon für Ostfriesland, Bd. 4. Aurich 2007, S. 18–21, ISBN 3-932206-62-2 Online-Fassung (PDF; 167 kB)
- Die Kankena, in: Emder Jahrbuch für historische Landeskunde Ostfrieslands, Band 88/89 (2008/2009), S. 7–22.